# Hare Kṛṣṇa (mantra)

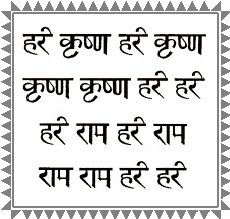
Il mahā-mantra in caratteri devanāgarī:

Con l'espressione Hare Kṛṣṇa si indica quel mantra predicato nella Kalisaṃtaraṇa Upaniṣad (Kalisaṃtaraṇopaniṣad) e praticato in diverse scuole viṣṇuite/kṛṣṇaite, in particolar modo da quelle indicate come gauḍīya  (di origine bengalese) ovvero fondate sull'insegnamento del mistico bengalese del XVI secolo, Caitanya.
Così recita la Kalisaṃtaraṇopaniṣad:
(Kalisaṃtaraṇopaniṣad)
Da qui il cosiddetto mahā-mantra ("grande mantra", così indicato dalle scuole gauḍīya):
kṛṣṇa kṛṣṇa hare hare

hare rāma hare rāma

rāma rāma hare hare»
I nomi recitati nel mantra corrispondono a:
- Kṛṣṇa: che intende, o il nome stesso della Persona suprema[3], oppure in qualità di avatāra della Persona suprema questa indicata come Viṣṇu. Kṛṣṇa è celebrato, tra gli altri, nel poema religioso del Mahābhārata, segnatamente nel VI parvan dell'opera dove è conservata la Bhagavadgītā ("Canto dell'Adorabile Signore"), come il Bhagavān la "Persona suprema".
- Rāma: corrisponde all' avatāra di Kṛṣṇa/Viṣṇu celebrato nel Rāmāyaṇa; ma può intendere anche Balarāma, il fratello di Kṛṣṇa e avatāra o "espansione" di Kṛṣṇa/Viṣṇu.
- Hare: tale nome corrisponde, in qualità di vocativo, ad Hari (il "Fulvo"), qui inteso come epiteto di Kṛṣṇa; ma può essere anche inteso, sempre in qualità di vocativo, come Hara (agg. "affascinante") qui inteso come Rādhā, la paredra eterna di Kṛṣṇa.

Tale mantra upaniṣadico è stato diffuso in Occidente dall'insegnamento dello ācārya viṣṇuita di scuola gauḍīya Abhaya-Caraṇāravinda Bhakti-Vedānta Svāmī Prabhupāda (1896-1977) ed è al fondamento anche della pratica cultuale dell'Associazione internazionale per la coscienza di Krishna da lui fondata.